# Aretusa (1892)
Крейсер «Аретуза» (італ. Aretusa) — торпедний крейсер типу «Партенопе» Королівських ВМС Італії кінця XIX століття; 

## Історія створення
Крейсер «Аретуза» був закладений 1 червня 1889 року на верфі «Cantiere navale fratelli Orlando» у місті Ліворно. Спущений на воду 14 березня 1891 року, вступив у стрій 1 вересня 1892 року.

## Історія служби
Після вступу у стрій крейсер «Аретуза» був включений до складу 3-го Дивізіону Резервного флоту. Улітку 1893 року він взяв участь у морських маневрах, в ході яких відпрацьовувався захист італійського узбережжя від атаки французького флоту.
У 1895 році «Аретуза» разом з більшістю інших торпедних крейсерів був включений до складу 2-го Морського департаменту, який відповідав за ділянку узбережжя від Неаполя до Таранто. 
У 1898 році крейсер був включений до складу Активного флоту.
З початком італійсько-турецької війни крейсер «Аретуза» разом з іншими кораблями був відправлений в Червоне море, щоб посилити італійський флот в регіоні.
2 жовтня 1911 року «Аретуза» та канонерський човен «Вольтурно»  (італ. Volturno) зустріли турецький торпедний крейсер «Пейк-і-Шевкет» (тур. Peyk-i Şevket). Після нетривалого бою італійські кораблі змусили турецький крейсер до втечі у порт Ходейда. Обстрілявши портові споруди, італійські кораблі повернули назад. Незабаром «Пейк-і-Шевкет» був інтернований у британському Суеці.
Після того, як крейсер «П'ємонте» 7 січня 1912 року в бою в затоці Кунфіда знищив більшість турецьких канонерських човнів у Червоному морі, «Аретуза» та інші кораблі італійського флоту залучались до обстрілів турецьких портів у Червоному морі та блокади міста Ходейда.
27 липня та 14 серпня «Карпера», «П'ємонте» та «Аретуза» здійснювали обстріли міста Ходейда. Під час другого обстрілу був знищений склад боєприпасів.
У грудні 1912 року крейсер «Аретуза» був виключений зі складу флоту і незабаром проданий на злам.